# Травяные попугайчики
Травяны́е попуга́йчики (лат. Neophema) — род птиц из семейства Psittaculidae.

## Внешний вид
Длина тела 21—23 см. Имеют красивое оперение. В окраске большинства видов преобладает зелёный цвет всех оттенков. Голос у этих попугаев негромкий, но мелодичный.

## Распространение
Обитают в Австралии и на острове Тасмания.

## Образ жизни
Населяют места, богатые разнотравьем, сухие эвкалиптовые саванны, лесистые местности с хорошо развитым подлеском. Значительную часть времени они проводят на земле, ловко бегая среди негустой растительности. Питаются семенами различных растений, преимущественно трав. Кормятся на кустах, поедая там различных насекомых, мелкие плоды и семена.

## Классификация
Международный союз орнитологов относит к роду 6 видов:
- Золотистобрюхий травяной попугайчик Neophema chrysogaster (Latham, 1790)
- Синекрылый травяной попугайчик Neophema chrysostoma (Kuhl, 1820)
- Украшенный травяной попугайчик Neophema elegans (Gould, 1837)
- Скальный травяной попугайчик Neophema petrophila Gould, 1841)
- Лазурный травяной попугайчик Neophema pulchella (Shaw, 1792)
- Красногрудый травяной попугайчик Neophema splendida (Gould, 1841)

Ранее к роду относили ещё один вид, теперь выделенного в род Neopsephotus — розовобрюхого травяного попугайчика.